# Graomys domorum
Graomys domorum és una espècie de mamífer rosegador de la família dels cricètids. Viu a altituds d'entre 600 i 3.700 msnm al nord-oest de l'Argentina i el centre-sud de Bolívia. Els seus hàbitats naturals són els boscos de transició i els herbassars. És una espècie en risc mínim, és a dir, no sembla que hi hagi cap amenaça significativa per a la seva supervivència.